# Evgenia Konradi
Evgenia Ivanovna Konradi (Moscou, 1838 - Paris, 1898) foi uma escritora, jornalista e tradutora russa. Ela foi primeiro editora, depois dona do jornal Nedelya, no qual publicou artigos sobre a sociedade no exterior.

## Biografia
Evgenia Bochechkarova nasceu em Moscou em 1838. No final da década de 1850, ela se mudou para São Petersburgo e se casou com P. F. Konradi, um médico e jornalista. Entre 1866 e 1868, Konradi publicou artigos na revista Zhensky Vestnik, uma publicação dedicada à posição da mulher na sociedade. Ela escreveu predominantemente para a seção dedicada à vida das mulheres em países estrangeiros. Em 1868, Konradi tornou-se editora do jornal político e literário Nedelya, antes de comprar o jornal em 1869 com P. A. Gaideburov e Yu. A. Rossel. Em 1873, Nedelya tinha aproximadamente 2.500 assinantes.

## Defesa dos direitos das mulheres
Konradi participou do movimento dos direitos das mulheres de 1860 da esquerda política, ao lado de Anna Filosofova, Maria Trubnikova e Nadezhda Stasova. Ela escreveu uma carta em dezembro de 1867 para o primeiro Congresso de Cientistas Naturais Russos, argumentando sobre a necessidade de educar as mulheres e solicitando seu apoio na petição do governo por uma educação feminina sistemática. Em março e maio de 1868, Konradi juntou-se a 400 outros peticionários que pediam ao reitor da Universidade de São Petersburgo que permitisse às mulheres o acesso ao ensino superior.